# Tauferova střední odborná škola veterinární, Kroměříž
Tauferova střední odborná škola, Kroměříž je odborná střední škola se sídlem v Kroměříži na Koperníkově ulici, která se zaměřuje na přípravu studentů v oblasti veterinární prevence, technologie a zpracování potravin, v asanaci, plemenářské práci, inseminaci a reprodukci zvířat. Součástí školy je i domov mládeže (internát) s kapacitou 250 lůžek. Školy s podobným zaměřením jsou v Česku například v Hradci Králové, Třebíči a v Českých Budějovicích.

## Historie

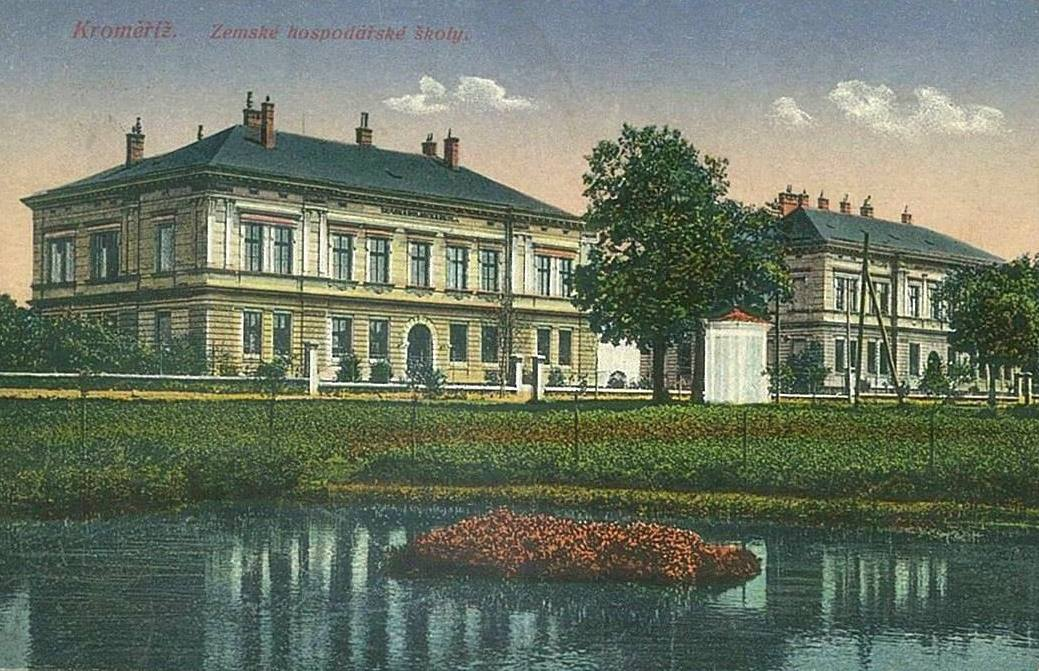
Dobová pohlednice v popředí poklona Anděla strážce, nyní umístěna jako úvodní zastavení křížové cesty na městském hřbitově

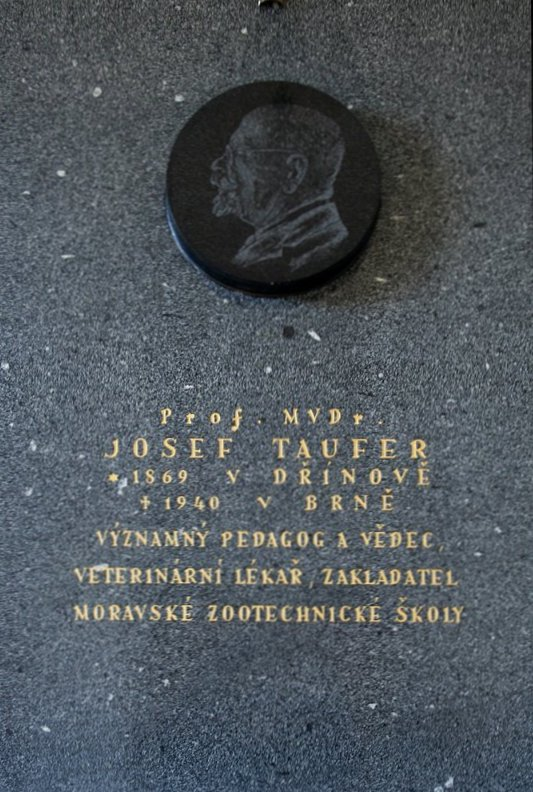
Pamětní deska MVDr. Josefu Tauferovi ve vestibulu školy

Dějiny školy jsou spjaty s buditelem a zemědělských odborníkem Františkem Skopalíkem. Ten již v roce 1865 založil hospodářskou školu v Přerově a v roce 1867 se zatoužil o založení podobné školy v Kroměříži. Jeho touha byla naplněna v roce 1875, kdy byla v Kroměříži založena rolnická škola, v roce 1884 pak byla rozšířena o dívčí hospodyňskou školu - byla to jedna z prvních škol tohoto typu v českých zemích. Obě školy pak přešly později pod zemskou správu a v roce 1905 započala výstavba nových budov, ve který sídlí škola dodnes. V prvním desetiletí 20. století se škola dále rozšířila o hospodářské budovy. V roce 1925 byla k padesátému výročí založení školy ve vestibulu nynějšího domova mládeže umístěna pamětní deska Františku Skopalíkovi od kroměřížského sochaře Sylvestra Harny. V minulém režimu byla pamětní deska odstraněna a na své místo se vrátila 18.12.1995 v rámci oslav 120. výročí založení školy. Za druhé světové války škola sloužila mladým lidem jako útočiště před totálním nasazením.
Po roce 1948 byla hospodářská škola zrušena a rolnická škola byla v roce 1952 přeměněna ve střední zemědělskou technickou školu. Od září 1998 nese škola jméno MVDr. Josefa Taufera.